# Rifugio Salmurano
Il rifugio Salmurano è un rifugio situato nel comune di Gerola Alta (Provincia di Sondrio), in Val Gerola, nelle Alpi Orobie, a 1 848 m s.l.m.

## Storia
La costruzione del Rifugio Salmurano iniziò nel 1965. Il rifugio è di proprietà della società FU.PES. che gestisce anche gli impianti di risalita della stazione sciistica.

## Caratteristiche e informazioni
Il rifugio Salmurano, di grandi dimensioni, è situato in località Foppe di Pescegallo Gerola Alta, a breve distanza dal lago di Pescegallo. Ha una capienza di 40 posti letto suddivisi in 10 camere da 4 posti l'una, e una camerata per gruppi numerosi. È aperto dal 1º dicembre al 30 aprile per la stagione invernale e dal 1º giugno al 30 settembre per quella estiva; nei mesi di maggio, ottobre e novembre il rifugio apre nei fine settimana e festivi o su prenotazione.

## Accessi
È possibile salire al rifugio dalla frazione Pescegallo di Gerola Alta a quota 1 454 m s.l.m., in 45 minuti a piedi e in mountain bike nella stagione estiva, con sci d'alpinismo e ciaspole in quella invernale, con 400 m di dislivello, oppure utilizzando l'impianto di risalita, in 7 minuti.
Da Cusio località Scioc attraverso un sentiero escursionistico n° 108 con un dislivello di 700m in 2 ore.
Dal Passo San Marco attraverso il sentiero segnalato GVO (Gran Via delle Orobie) in 2 ore e 30 min, attraverso il passo del Verrobbio (2 026 m) e del Forcellino (2 050 m), passando per il Lago di Pescegallo (1 865 m) Sempre dal Passo San Marco per il sentiero segnalato n°101 delle Alpi Orobie Occidentali verso il Passo di Salmurano a quota 2 019 m s.l.m, in 2 ore e 45 min.

## Ascensioni
- Pizzo Tre Signori (2 554 m);
- Pizzo di Trona (2 510 m);
- Pizzo Mezzaluna (2 373 m);
- Cima di Val Pianella (2 349 m);
- Cima di Giarolo (2 314 m);
- Pizzo Tronella (2 311 m);
- Rifugio Cesare Benigni (2 222 m);
- Denti della Vecchia (falesia di arrampicata sportiva, con gradi dal 3º al 6º)